# Дерута
Дерута (итал. Deruta) је насеље у Италији у округу Перуђа, региону Умбрија.
Према процени из 2011. у насељу је живело 4162 становника. Насеље се налази на надморској висини од 168 м.

## Становништво
| 1936. | 1951. | 1961. | 1971. | 1981. | 1991. | 2001. | 2011. |
| ----- | ----- | ----- | ----- | ----- | ----- | ----- | ----- |
| 6.440 | 7.109 | 6.784 | 6.958 | 7.375 | 7.640 | 8.090 | 9.456 |